# Йондон (повіт)

Йондо́н (кор. 영동군?, 永同郡?, Yeongdong-gun) повіт в Північній провінції Чхунчхон (Чхунчхон-Пукто), Південна Корея. Під час Корейської війни на території повіту трапився інцидент в Ногиллі.

## Історія
У 1018 році, територія, на якій знаходиться сучасний Йондон, входив до складу держави Корьо. В тому ж році ця земля була включена до юрисдикції району Санджу. У 1172 році тут зародилося поселення Камму. У 1413 році, в єпоху династії Чосон тут з'явилось поселення Хьонам. У 1895 році був створений повіт Йондон, який поділявся на 12 мьонів. С тих пір адміністративний поділ Йондона декілька разів змінювався. Зараз повіт Йондон нараховує 1 ип та 10 мьонів.

## Географія
Йондон знаходиться на крайньому півдні провінції Чхунчхон-Пукто в гористій місцевості. На півдні та на сході межує з Півні́чною прові́нцією Кьонса́н,  на заході — з  Південна провінція Чхунчхон, а на півночі — з повітом Окчхон. Ландшафт утворений відрогами горного хребта Собексан. Найвищі точки повіту - гори Хванаксан 91130 метрів), Мінджуджисан (1276) і Какхосан (1176). Середня річна температура складає 11, 8 °C, середньомісячна температура січня — 3,5°C, середньомісячна температура серпня (найтепліший місяць на Корейському півострові) — 25, 9°C. Середня річна кількість опадів- 1012 мм.

## Адміністративний поділ
Йондон адміністративно поділяється на 1 ип та 10 мьон.
| Назва           | Хангиль  | Площа, км² | Населення, чол | Внутрішній поділ |
| --------------- | -------- | ---------- | -------------- | ---------------- |
| Йондонип        | 영동읍   | 100,2      | 21 008         | 16 рі            |
| Йонсанмьон      | 용산면   | 66,9       | 3 938          | 19 рі            |
| Йонхвамьон      | 용화면   | 59,3       | 986            | 7 рі             |
| Мегокмьон       | 매곡면   | 45,2       | 2 159          | 8 рі             |
| Санчхонмьон     | 상촌면   | 137,6      | 2 557          | 11 рі            |
| Сімчхонмьон     | 심천면   | 77,8       | 3 740          | 14 рі            |
| Хаксанмьон      | 학산면   | 73,5       | 3 304          | 10 рі            |
| Хванганмьон     | 황간면   | 90,2       | 4 996          | 14 рі            |
| Чхупхунньонмьон | 추풍령면 | 55,2       | 2 700          | 9 рі             |
| Янгамьон        | 양강면   | 82         | 3 634          | 14 рі            |
| Янсанмьон       | 양산면   | 57,1       | 2 204          | 9 рі             |

## Культура
Йондон відомий своїми музичними традиціями. Саме тут в епоху ранньої династії Чосон жив та творив,  основоположник традиційної корейської музичної школи, Пак Йон. З цієї причини влада затвердила офіційний слоган "Йондон — батьківщина корейської традиційної музики". З ім'ям Пак Йона пов`язана установа в місті Йондон — музей традиційної корейської музики, концертний зал традиційної музики та корейський народний оркестр.

## Міста- побратими
Йондон має декілька міст-побратимів як всередині країни, так і закордоном.
Всередині країни
- Округ Содемунгу (місто Сеул) — з 2003 року
- Округ Йонсангу (місто Сеул) — з 2003 року
- Округ Каннамгу (місто Сеул) — з 2008 року
- Осан (провінція Кьонгідо) — з 2000 року

Закордоном
- Фанченган (Гуансі-Чжуанский автономний район), Китай — з 2007 року

## Символи
Як і інші міста та повіти Південної Кореї, Йондон має свої символи
- Птах: голуб — символ миру

- Квітка: азалія — символізує об'єднання та гармонію.

- Дерево: хурма — символ багатства і процвітання.

- Маскот: хлопчик-музикант Урісорі (в перекладі «наша пісня») — символізує традиційну корейську пісню.